# Filmhaus (Lübeck)

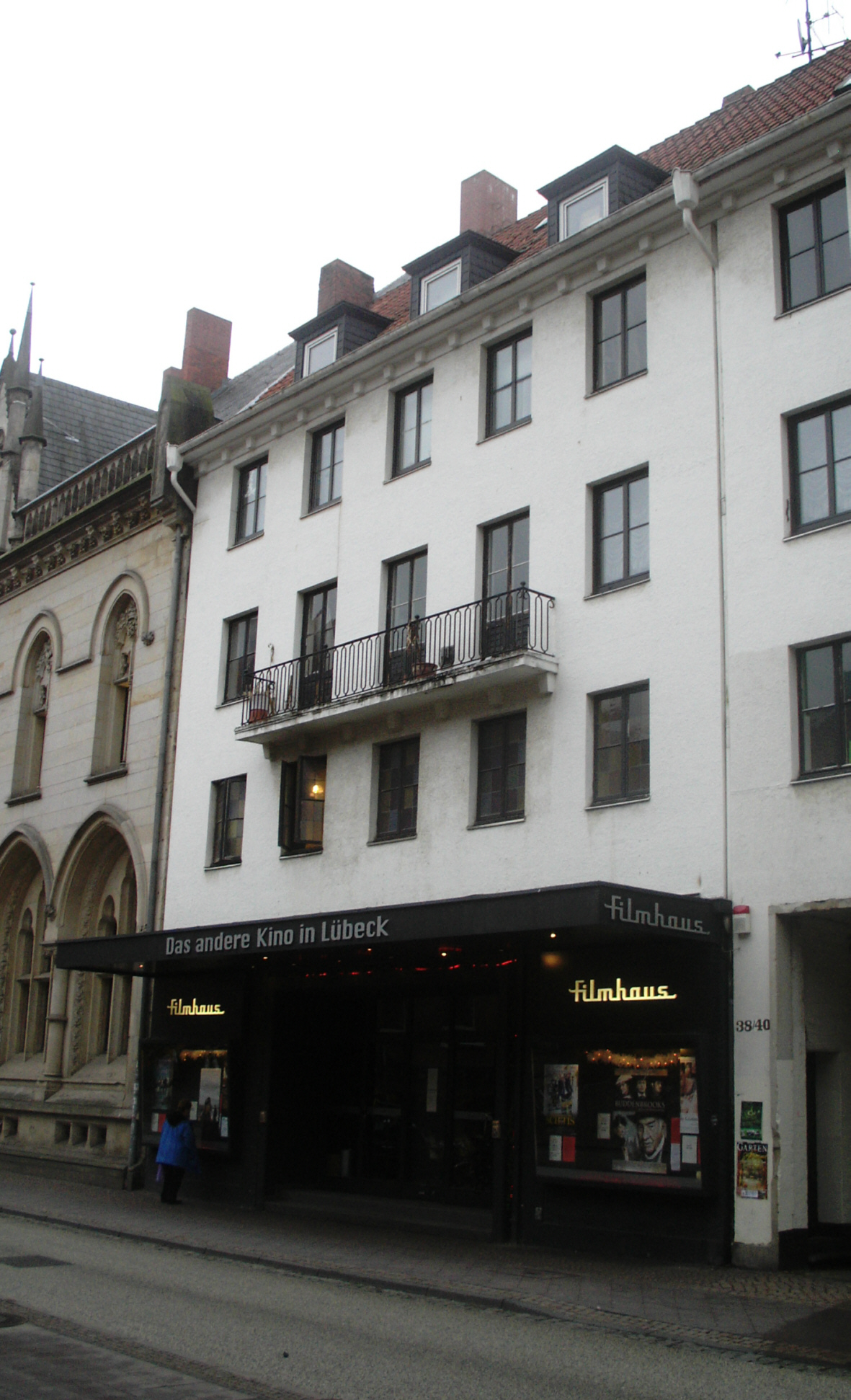
Das Filmhaus (2009)

Das City Filmhaus ist ein Lübecker Kino.

## City
Da seit 1949 für Minna Kirch und Bernhard Kuyper die Kündigung des Pachtvertrags für die von ihnen geleiteten Eden-Lichtspiele absehbar war und Sicherheitsmängel ohnehin eine Renovierung notwendig gemacht hätten, erwarben sie das Trümmergrundstück Königstraße 38 und ließen dort im Sommer 1951 ein völlig neues Kino erbauen, nachdem sie sich vom Eden getrennt hatten. Am 8. August 1951 wurde das Lichtspieltheater mit 470 Plätzen unter dem Namen City eröffnet.
In der Folgezeit bestand das Programm des City vorwiegend aus Western, Abenteuer- und Actionfilmen, wodurch das Kino besonders bei Jugendlichen populär war. In den 1950er und 1960er Jahren war das City Stammkino der Lübecker Rocker, ohne dass je es zu Problemen mit diesem Publikum kam.
1970 verpachteten Kirch und Kuyper das City an Artur Mest, den Besitzer des Kinos Zentral, um sich zur Ruhe setzen zu können.

## City-Center
Am 16. März 1980 schloss das City; Artur Mest ließ das Lichtspielhaus zu einem Kinocenter umbauen, das effizienteren Betrieb versprach. Der Saal wurde hierzu in drei kleinere Schachtelkinos mit 302, 208 und 78 Plätzen aufgeteilt, die mit moderner Kinotechnik versehen wurden. Am 18. Juli erfolgte die Wiedereröffnung unter dem neuen Namen City-Center.

## Moderne Zeiten
1991 ging das Kino in das Eigentum der Kieft-Gruppe über, die das Konzept änderte: An die Stelle der bisherigen Mainstream-Streifen traten nun ausgesuchte und anspruchsvolle Filme. Der Wechsel vom Unterhaltungskino zum Programmkino wurde betont durch den neuen Namen Moderne Zeiten, angelehnt an den Titel von Charles Chaplins Film Moderne Zeiten.

## 2wei50
Von 1998 an trug das Kino den Namen 2wei50, einhergehend mit einem erneuten Wechsel des Programmkonzepts: Nunmehr wurden selten gezeigte, ungewöhnliche, ältere und auch weiterhin anspruchsvolle Filme vorgeführt, jedoch zu einem einheitlich niedrigen Eintrittspreis von 2,50 D-Mark. In den Folgejahren stieg der Preis zwar kontinuierlich an, der Name des Kinos blieb dennoch unverändert.

## Filmhaus
Im Jahre 2006 wurde das mittlerweile in erheblichem Maße renovierungsbedürftige Kinocenter erneuert und am 18. Juli unter dem neuen Namen Filmhaus wiedereröffnet. Als Ersatz für die seit einem Brand 2004 geschlossenen und 2006 endgültig aufgegebenen Lichtspiele Hoffnung wird es von der Kieft-Gruppe nunmehr als Programmkino mit gehobener Filmauswahl bespielt.